# Seri (Sprache)
Seri (Eigenbezeichnung: cmiique iitom) ist eine isolierte Sprache in Mittelamerika. Sie kommt hauptsächlich in Mexiko im Gebiet Sonora vor. Sie gehört zu den indigenen amerikanischen Sprachen.
Die Grundwortstellung des Seri ist Subjekt-Objekt-Verb.

## Sprachverwandtschaft
Es gibt die Vermutung, dass Seri zu den Hoka-Sprachen gehört und dort mit dem ausgestorbenen Salina [sln] eine Untergruppe bildet. Ein Nachweis wurde bisher jedoch nicht erbracht.